# Zygiella atrica
Zygiella atrica és una espècie d'aranya araneomorf de la família Araneidae. Com altres espècies de Zygiella, fa teranyines amb dos sectors buits, i una treta assenyalada en el centre, millorant el seu occultament a la presa, mentre els joves fan una xarxa completa.
A diferència de Z. x-notata, aquesta aranya es troba fora de les llars, sobre buits, llocs rocosos. És també més marró.